# 역도 세계 기록

Pictogram.

다음은 역도 세계 기록과 관련된 목록이다. 역도 종목의 세계 기록은 인상, 용상, 합계로 나뉘어 각 체급별로 공인된다.
국제 역도 연맹은 1993년과 1998년과 2019년에 체급을 조정한 바 있다.

## 현재 기록

### 남자
(기준: 2023. 10. 28)
| 체급   | 부문 | 기록  | 선수              | 국가                   | 기록날짜         | 대회명                | 개최지                    | 출처  |
| 61kg   | 인상 | 146kg | 리파빈            | 중국                   | 2024년 4월 3일   | 쿼터대회              | 태국 푸켓                 |       |
| 61kg   | 용상 | 176kg | 햄프턴 모리스     | 미국                   | 2024년 4월 3일   | 쿼터대회              | 태국 푸켓                 |       |
| 61kg   | 종합 | 318kg | 리파빈            | 중국                   | 2019년 9월 20일  | 세계 선수권 대회      | 태국 파타야               |       |
| 67kg   | 인상 | 155kg | 황민하오          | 중국                   | 2019년 7월 6일   | 올림픽                | 일본 도쿄                 | [ 1 ] |
| 67kg   | 용상 | 190kg | 리원주            | 조선민주주의인민공화국 | 2024년 12월 8일  | 세계역도선수권        | 바레인 마나마             | [ 2 ] |
| 67kg   | 종합 | 339kg | 천리쥔            | 중국                   | 2019년 4월 21일  | 아시아역도 선수권대회 | 중국 닝보                 | [ 2 ] |
| 73kg   | 인상 | 169kg | 스즈융            | 중국                   | 2021년 4월 20일  | 아시아역도 선수권대회 | 우즈베키스탄 타슈켄트     | [ 3 ] |
| 73kg   | 용상 | 204kg | 라맛 어윈 압둘라  | 인도네시아             | 2024년 2월 6일   | 아시안 챔피언쉽       | 우즈베키스탄 타슈켄트     | [ 4 ] |
| 73kg   | 종합 | 365kg | 리즈키 주니안샤   | 인도네시아             | 2024년 4월 4일   | 쿼터대회              | 태국 푸켓                 | [ 3 ] |
| 81kg   | 인상 | 175kg | 리다인            | 중국                   | 2021년 4월 21일  | 아시아역도 선수권대회 | 우즈베키스탄 타슈켄트     | [ 5 ] |
| 81kg   | 용상 | 209kg | 라맛 어윈 압둘라  | 인도네시아             | 2023년 9월 11일  | 세계역도선수권대회    | 사우디아라비아 리야드     | [ 6 ] |
| 81kg   | 종합 | 378kg | 뤼샤오쥔          | 중국                   | 2019년 9월 22일  | 세계 선수권대회       | 태국 파타야               | [ 4 ] |
| 89kg   | 인상 | 182kg | 제이슨 로페즈     | 콜롬비아               | 2024년 4월 6일   | 쿼터대회              | 태국 푸켓                 | [ 7 ] |
| 89kg   | 용상 | 223kg | 카를로스 나사     | 불가리아               | 2023년 12월 10일 | 카타르컵              | 카타르 도하               | [ 8 ] |
| 89kg   | 종합 | 396kg | 리다인            | 중국                   | 2023년 5월 10일  | 아시아역도 선수권대회 | 한국 진주                 | [ 9 ] |
| 109kg  | 인상 | 200kg | 양제              | 중국                   | 2021년 4월 24일  | 아시아 선수권         | 우즈베키스탄 타슈켄트     |       |
| 109kg  | 용상 | 241kg | NURUDINOV Ruslan  | 우즈베키스탄           | 2021년 4월 24일  | 아시아 선수권         | 우즈베키스탄 타슈켄트     |       |
| 109kg  | 종합 | 435kg | MARTIROSYAN Simon | 아르메니아             | 2018년 11월 09일 | 세계 선수권           | 투르크메니스탄 아시가바트 |       |
| +109kg | 인상 | 225kg | 라샤 탈라카제     | 조지아                 | 2021년 12월 17일 | 세계 선수권           | 우즈베키스탄 타슈켄트     |       |
| +109kg | 용상 | 267kg | 라샤 탈라카제     | 조지아                 | 2021년 12월 17일 | 세계 선수권           | 우즈베키스탄 타슈켄트     |       |
| +109kg | 종합 | 492kg | 라샤 탈라카제     | 조지아                 | 2021년 12월 17일 | 세계 선수권           | 우즈베키스탄 타슈켄트     |       |

### 여자
(기준: 2023. 10. 28)
| 체급  | 부문 | 기록  | 선수              | 국가                   | 기록날짜         | 대회명                | 개최지                    | 출처   |
| 45kg  | 인상 | 87kg  | 원현심            | 조선민주주의인민공화국 | 2024년 3월 31일  | 쿼터대회              | 태국 푸켓                 |        |
| 45kg  | 용상 | 109kg | 원현심            | 조선민주주의인민공화국 | 2024년 3월 31일  | 쿼터대회              | 태국 푸켓                 |        |
| 45kg  | 종합 | 196kg | 원현심            | 조선민주주의인민공화국 | 2024년 3월 31일  | 쿼터대회              | 태국 파타야               |        |
| 49kg  | 인상 | 97kg  | 허우즈후이        | 중국                   | 2024년 4월 01일  | 쿼터대회              | 태국 파타야               |        |
| 49kg  | 용상 | 125kg | 리성금            | 조선민주주의인민공화국 | 2024년 4월 01일  | 쿼터대회              | 태국 푸켓                 |        |
| 49kg  | 종합 | 221kg | 리성금            | 조선민주주의인민공화국 | 2024년 4월 01일  | 쿼터대회              | 태국 파타야               |        |
| 55kg  | 인상 | 169kg | 스즈융            | 중국                   | 2021년 4월 20일  | 아시아역도 선수권대회 | 우즈베키스탄 타슈켄트     | [ 3 ]  |
| 55kg  | 용상 | 204kg | 라맛 어윈 압둘라  | 인도네시아             | 2024년 2월 6일   | 아시안 챔피언쉽       | 우즈베키스탄 타슈켄트     | [ 4 ]  |
| 55kg  | 종합 | 365kg | 리즈키 주니안샤   | 인도네시아             | 2024년 4월 4일   | 쿼터대회              | 태국 푸켓                 | [ 3 ]  |
| 59kg  | 인상 | 175kg | 리다인            | 중국                   | 2021년 4월 21일  | 아시아역도 선수권대회 | 우즈베키스탄 타슈켄트     | [ 10 ] |
| 59kg  | 용상 | 209kg | 라맛 어윈 압둘라  | 인도네시아             | 2023년 9월 11일  | 세계역도선수권대회    | 사우디아라비아 리야드     | [ 11 ] |
| 59kg  | 종합 | 378kg | 뤼샤오쥔          | 중국                   | 2019년 9월 22일  | 세계 선수권대회       | 태국 파타야               | [ 4 ]  |
| 64kg  | 인상 | 182kg | 제이슨 로페즈     | 콜롬비아               | 2024년 4월 6일   | 쿼터대회              | 태국 푸켓                 | [ 12 ] |
| 64kg  | 용상 | 223kg | 카를로스 나사     | 불가리아               | 2023년 12월 10일 | 카타르컵              | 카타르 도하               | [ 8 ]  |
| 64kg  | 종합 | 396kg | 리다인            | 중국                   | 2023년 5월 10일  | 아시아역도 선수권대회 | 한국 진주                 | [ 13 ] |
| 71kg  | 인상 | 200kg | 양제              | 중국                   | 2021년 4월 24일  | 아시아 선수권         | 우즈베키스탄 타슈켄트     |        |
| 71kg  | 용상 | 241kg | NURUDINOV Ruslan  | 우즈베키스탄           | 2021년 4월 24일  | 아시아 선수권         | 우즈베키스탄 타슈켄트     |        |
| 71kg  | 종합 | 435kg | MARTIROSYAN Simon | 아르메니아             | 2018년 11월 09일 | 세계 선수권           | 투르크메니스탄 아시가바트 |        |
| 76kg  | 인상 | 225kg | 라샤 탈라카제     | 조지아                 | 2021년 12월 17일 | 세계 선수권           | 우즈베키스탄 타슈켄트     |        |
| 76kg  | 용상 | 267kg | 라샤 탈라카제     | 조지아                 | 2021년 12월 17일 | 세계 선수권           | 우즈베키스탄 타슈켄트     |        |
| 76kg  | 종합 | 492kg | 라샤 탈라카제     | 조지아                 | 2021년 12월 17일 | 세계 선수권           | 우즈베키스탄 타슈켄트     |        |
| 81kg  | 인상 | 200kg | 양제              | 중국                   | 2021년 4월 24일  | 아시아 선수권         | 우즈베키스탄 타슈켄트     |        |
| 81kg  | 용상 | 241kg | NURUDINOV Ruslan  | 우즈베키스탄           | 2021년 4월 24일  | 아시아 선수권         | 우즈베키스탄 타슈켄트     |        |
| 81kg  | 종합 | 435kg | MARTIROSYAN Simon | 아르메니아             | 2018년 11월 09일 | 세계 선수권           | 투르크메니스탄 아시가바트 |        |
| 87kg  | 인상 | 200kg | 양제              | 중국                   | 2021년 4월 24일  | 아시아 선수권         | 우즈베키스탄 타슈켄트     |        |
| 87kg  | 용상 | 241kg | NURUDINOV Ruslan  | 우즈베키스탄           | 2021년 4월 24일  | 아시아 선수권         | 우즈베키스탄 타슈켄트     |        |
| 87kg  | 종합 | 435kg | MARTIROSYAN Simon | 아르메니아             | 2018년 11월 09일 | 세계 선수권           | 투르크메니스탄 아시가바트 |        |
| +87kg | 인상 | 200kg | 양제              | 중국                   | 2021년 4월 24일  | 아시아 선수권         | 우즈베키스탄 타슈켄트     |        |
| +87kg | 용상 | 241kg | NURUDINOV Ruslan  | 우즈베키스탄           | 2021년 4월 24일  | 아시아 선수권         | 우즈베키스탄 타슈켄트     |        |
| +87kg | 종합 | 435kg | MARTIROSYAN Simon | 아르메니아             | 2018년 11월 09일 | 세계 선수권           | 투르크메니스탄 아시가바트 |        |

## 같이 보기
- 역도 올림픽 기록
- 역도 대한민국 기록